# Ilja Antonov
Ilja Antonov, född 5 december 1992 i Tallinn, är en estländsk fotbollsspelare som sedan 2017 spelar för österrikiska SV Horn. Han spelar även i Estlands landslag.

## Meriter
Levadia Tallinn
- Meistriliiga: 2013, 2014
- Estländska cupen: 2012, 2014
- Estländska supercupen: 2013, 2015